# Grigorii Fihtenholț

Grigorii Fihtenholț

Grigorii Mihailovici Fihtenholț (sau Fihtengolț, în rusă Григо́рий Миха́йлович Фихтенго́льц, n. 8 iunie 1888, Odessa, Imperiul Rus – d. 26 iunie 1959, Leningrad, RSFS Rusă, URSS) a fost un matematician rus, evreu originar din Odesa, cunoscut pentru contribuțiile sale din domeniul analizei matematice, în special a analizei funcționale.
A fost fondatorul școlii de analiză matematică din Leningrad.
A influențat puternic predarea acestui domeniu în institutele superioare din URSS.
În 1911 a încheiat studiile la Universitatea de la Odessa, iar în 1918 intră ca profesor la Universitatea din Leningrad.
Cercetările sale se referă la teoria funcțiilor de variabilă reală și la analiza funcțională.
A fost autorul uneia dintre cele mai bune lucrări de calcul diferențial și integral: Kurs diferențialnovo i integralnovo iscislenia («Курс дифференциального и интегрального исчисления»), apărută la Moscova în 1949 în trei volume.
Cartea a fost tradusă și în română la Editura Tehnică în 1965.
A fost decorat cu Ordinul Steagul Roșu al Muncii, iar în 1940 cu titlul de om de știință emerit al URSS.
În 1953 în toiul campaniei antisemite "împotriva cosmopolitismului" organizate de regimul lui Stalin, Fihtengolț a fost silit sa iasă la pensie de la Universitatea Leningrad.